# Umberger Bach
Der Umberger Bach ist ein rechter Zufluss zur Ybbs zwischen Euratsfeld und Ferschnitz in Niederösterreich.
Der Bach entspringt südlich zwischen Oberumberg und Unterumberg in einem Talkessel und fließt von dort nach Norden ab, wo er die beiden namensgebenden Orte passiert und weiter im Norden zunächst in den Mühlbach einfließt, einem die Ybbs begleitenden Mühlkanal, der wiederum unmittelbar danach in die Ybbs mündet. Sein Einzugsgebiet umfasst 4,6 km² in weitgehend offener Landschaft.